# 梅扬 (谢尔省)
梅扬（法語：Meillant，法語發音：[mɛjɑ̃]）是法国谢尔省的一个市镇，属于圣阿芒蒙龙区。

## 地理
梅扬（46°46'51.2"N, 2°30'20.9"E）面积40.6 平方千米，位于法国中央-卢瓦尔河谷大区谢尔省，该省份为法国中部省份，北起卢瓦雷省，西接卢瓦-谢尔省和安德尔省，南至克勒兹省，东南接阿列省，东临涅夫勒省。
与梅扬接壤的市镇（或旧市镇、城区）包括：阿尔弗耶、拉塞勒、孔特尔、帕尔奈、聖阿芒蒙龍、于宰勒沃农。

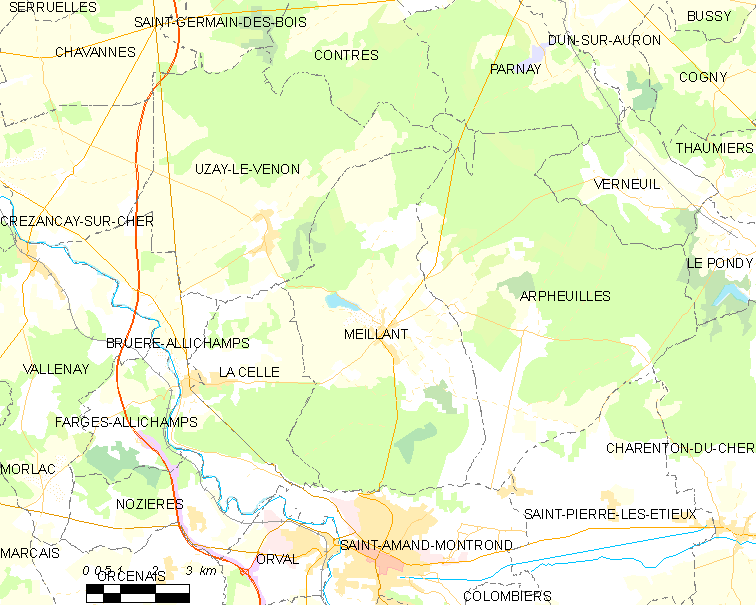
的OSM定位图

梅扬的时区为UTC+01:00、UTC+02:00（夏令时）。

## 行政
梅扬的邮政编码为18200，INSEE市镇编码为18142。

## 政治
梅扬所属的省级选区为圣阿芒蒙龙县。

## 人口

1962-2008年间人口变化图示

梅扬于2022年1月1日时的人口数量为648人。

## 建筑
- 梅扬城堡